# Thomas Hurley Brents

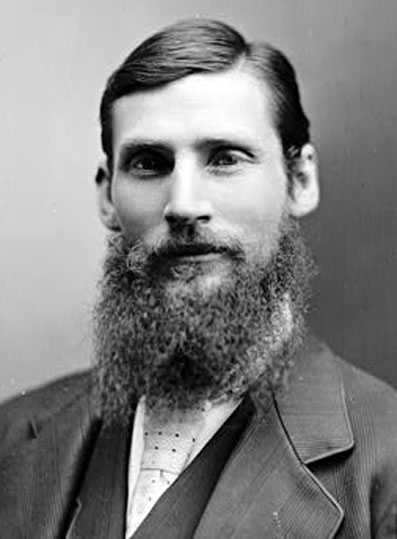
Thomas Hurley Brents

Thomas Hurley Brents (* 24. Dezember 1840 bei Florence, Pike County, Illinois; † 23. Oktober 1916 in Walla Walla, Washington) war ein US-amerikanischer Politiker. Zwischen 1879 und 1885 vertrat er das Washington-Territorium als Delegierter im Repräsentantenhaus der Vereinigten Staaten.

## Werdegang
Thomas Brents besuchte die öffentlichen Schulen seiner Heimat und dann die Portland Academy in Oregon. Dort absolvierte er außerdem das Baptist Seminary und das McMinnville College. Im Jahr 1862 wurde er Friedensrichter. Zwischen 1863 und 1866 war Brents in Canyon City im Handel tätig. Von 1863 und 1864 fungierte er in diesem Ort auch als Posthalter. Zwischen 1864 und 1866 war er bei der Verwaltung des Grant County angestellt.
Politisch war Brent Mitglied der Republikanischen Partei. Im Jahr 1866 saß er als Abgeordneter im Repräsentantenhaus von Oregon. Nach einem Jurastudium und seiner ebenfalls im Jahr 1866 erfolgten Zulassung als Rechtsanwalt begann er 1867 nach einem Umzug in San Francisco in Kalifornien in seinem neuen Beruf zu arbeiten. Im Jahr 1870 zog er nach Walla Walla im damaligen Washington-Territorium. Dort wurde er in den Jahren 1871 und 1872 juristischer Vertreter dieser Stadt. Im Jahr 1874 leitete er den territorialen Republikanischen Parteitag in Vancouver.
Bei den Kongresswahlen des Jahres 1878 wurde Brents als Delegierter in das US-Repräsentantenhaus in Washington, D.C. gewählt, wo er am 4. März 1879 die Nachfolge von Orange Jacobs antrat. Nach zwei Wiederwahlen konnte er bis zum 3. März 1885 drei Legislaturperioden im Kongress absolvieren. Im Jahr 1884 wurde Brents von seiner Partei nicht für eine weitere Amtszeit nominiert. Nach seinem Ausscheiden aus dem Repräsentantenhaus arbeitete er wieder als Anwalt. Zwischen 1896 und 1913 war Brents Richter am Superior Court in Walla Walla. In dieser Stadt ist er am 23. Oktober 1916 auch verstorben.